# Liste der Bischöfe von Dudley
Die Liste der Bischöfe von Dudley stellt die bischöflichen Titelträger der Church of England, der Diözese Worcester, in der Province of Canterbury dar. Der Titel wurde nach der Stadt Dudley benannt.
In den Jahren vom 1. Oktober 1993 bis 2002 war die Stelle zudem Gebietsbischof vom Black Country.
| Liste der Bischöfe von Dudley | Liste der Bischöfe von Dudley | Liste der Bischöfe von Dudley | Liste der Bischöfe von Dudley |
| Von                           | Bis                           | Name                          | Anmerkungen                   |
| ----------------------------- | ----------------------------- | ----------------------------- | ----------------------------- |
| 1974                          | 1977                          | Michael Mann                  |                               |
| 1977                          | 1993                          | Tony Dumper                   |                               |
| 1993                          | 2000                          | Rupert Hoare                  |                               |
| 2000                          | 2013                          | David Walker                  | danach Bischof von Manchester |
| 2014                          | 2019                          | Graham Usher                  | danach Bischof von Norwich    |
| 2020                          | Gegenwart                     | Martin Gorick                 | vorher Erzdiakon von Oxford   |